# Castell de Nakijin

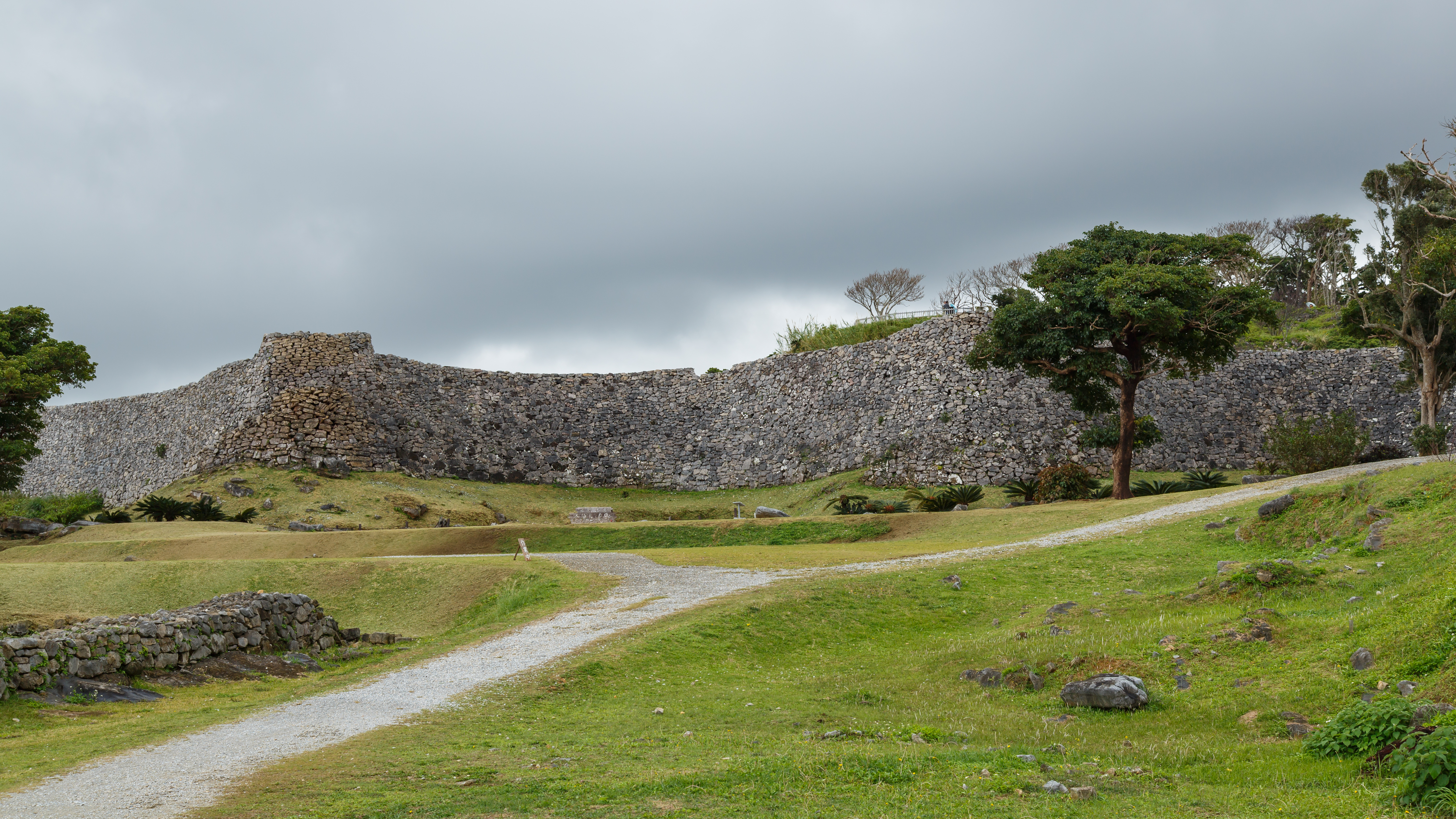
Vista parcial de les ruïnes de l'antiga fortalesa Nakijin

El castell Nakijin (今帰仁城) és un gusuku (castell o fortalesa de les Ryūkyū) situat a Nakijin, Okinawa, al Japó. Està en ruïnes. El segle xiv, el Ryukyuan estava format per tres principats: Nanzan al sud, Chūzan a l'àrea central, i Hokuzan al nord. Nakijin era la fortalesa de Hokuzan. La fortalesa inclou diversos arbres sagrats d'Utaki, reflectint el paper que exercia com a centre d'activitats religioses. És conegut per les cireres d'Hikan que floreixen en la zona nord d'Okinawa entre mitjans de gener i febrer. L'any 2000 va ser declarat Patrimoni de la Humanitat per la Unesco com una part dels «Llocs Gusuku i béns culturals associats del Regne de Ryukyu».